# Mann aus Hogenseth
Der Mann aus Hogenseth (auch Moorleiche aus Hogenseth oder Hogenseth 1920) war eine Moorleiche, die 1920 von Arbeitern beim Torfstechen im niedersächsischen Vehnemoor bei Edewecht gefunden wurde. Nach kurzer Begutachtung durch die Polizei wurden die Leichenteile am nächsten Tag freigegeben und ohne weitere wissenschaftliche Untersuchung neben dem Friedhof von Altenoythe begraben.

## Fundort
Seit dem 19. Jahrhundert wurde dieser Bereich des Vehnemoors zur Gewinnung von Brennstoff, speziell zum Rösten von Buchweizen abgetorft. Neben dieser Moorleiche wurden hier weitere bedeutende archäologische Funde gemacht, wie beispielsweise eine Bienenklotzbeute aus der Zeit um 500 n. Chr. oder, nur etwa 1000 Meter nördlich die beiden Moorleichen Männer von Husbäke aus den Jahren 1931 und 1936.
Fundort: 53° 4′ 48,2″ N, 7° 57′ 34,2″ O

## Fund
Da der Fund nicht wissenschaftlich dokumentiert wurde, lassen sich Details zum Fund nur noch aus dem Polizeibericht, Briefwechseln mit dem Oldenburger Museum und nachträglichen Befragungen der Beteiligten, mit zum Teil widersprüchlichen Inhalten, vage rekonstruieren. Demnach stießen Arbeiter am 10. April 1920 beim Torfstechen auf die Überreste einer menschlichen Leiche, die sie auf der Suche nach Wertgegenständen mit ihren Spaten zerteilten. Am Abend benachrichtigte Torfmeister Höving den örtlichen Gendarmen von dem Fund, der Höving anwies, dafür zu sorgen, dass die Lage der Leiche nicht verändert wird. Am Vormittag des 11. April untersuchte Gendarmeriewachtmeister Schwarting die Fundstelle und fand die Leiche völlig zerstückelt und durcheinander geworfen vor, lediglich Kopf und Rumpf hingen noch zusammen. Nach Angabe der Arbeiter wurden weder Kleidungsteile noch andere Gegenstände wie Münzen bei der Leiche gefunden. Da in der Umgebung in der Vergangenheit niemand vermisst wurde, gab Schwarting die Leiche frei, woraufhin sie, in einer geteerten Kiste verpackt, neben dem Altenyoyer Friedhof anonym begraben wurde. 1922 versuchte Museumsleiter Martin den Fund wissenschaftlich aufzuarbeiten und dafür ebenfalls die Überreste der Leiche ausgraben zu lassen, jedoch konnte die Grabstelle nicht wiedergefunden werden.

## Befunde
Nach Aussagen der Augenzeugen lag die Moorleiche 100 bis 135 Zentimeter unterhalb der Oberfläche. Sie lag auf dem Bauch, die Füße etwa 20 Zentimeter tiefer als der Kopf, mit seitlich erhobenen Armen. Die Hände sollen ein Büschel Heide umschlossen haben. Der Körper der Leiche war bei der Bergung gut erhalten, vor allem die Vorderseite war großflächig noch intakt. Auf der Rückseite waren Haut, Bindegewebe und Knochen zu großen Teilen vergangen und gaben den Blick in den Rumpf frei, wo nur noch die Leber als unförmige Masse erkennbar war. Beide Arme und Beine waren von den Arbeitern bei der Ausgrabung vom Rumpf abgetrennt und der gesamte Fund stellenweise zerstört worden. Alle Knochen waren durch die Lagerung im sauren Moor entkalkt, weich und biegsam. An Kopf und Gesicht waren die Gesichtszüge deutlich erkennbar, obwohl sich die Gesichtshaut aufgrund der Schrumpfung straff über den Schädel spannte, wodurch die Lippen geöffnet waren. Die Schädelknochen und insbesondere das Stirnbein hatten eine Struktur wie nasse Pappe. Der Hinterkopf war offen und das Gehirn lag als geschrumpfte graue Masse vor. Die Zähne des Gebisses waren schwarzbraun verfärbt und durch die Entkalkung etwas geschrumpft, lediglich ein Schneidezahn aus dem Unterkiefer fehlte.
Die Geschlechtsbestimmung erfolgte ausschließlich aufgrund der bei der Bergung beobachteten Gesichtsbehaarung. Der Polizeibericht Schwartings berichtete von einem noch gut erkennbaren Schnurrbart und ein paar rotbraunen Haaren unter dem Kinn, wie ihn zeitgenössische ostfriesische Schiffer noch trugen. Vermutlich handelte es sich um einen breiten, nicht übermäßig langen, gestutzten Vollbart, dessen rote Färbung auf die Lagerung im sauren Moormilieu zurückzuführen war.
Die Moorleiche wurde nur ungenügend untersucht und dokumentiert, weswegen die Angaben über ihr Lebensalter und ihre Körpergröße als sehr unsicher zu betrachten sind. So soll die Körperlänge vom Kopf bis zu den Fußspitzen 220 Zentimeter betragen haben, wohingegen Schwarting in seinem Polizeibericht eine Körpergröße von 160 Zentimetern schätzte, ohne allerdings die abgetrennten Beine gemessen zu haben. Das Alter des Mannes wurde aufgrund der Gesichtszüge auf 40 bis 60 Jahre geschätzt, ohne dass eine Begründung hierfür geliefert wurde.

### Datierung
Da bei der Leiche keine persönlichen Gegenstände für eine typologische Datierung gefunden wurden, von ihr auch keine Teile mehr für eine 14C-Datierung vorhanden sind, und an der Fundstelle keine Torfproben für eine Pollenanalyse gezogen wurden, ist eine nachträgliche Datierung der Leiche nicht mehr möglich. Aufgrund der Tiefe, in der der Mann von Hogenseth im Moor eingebettet lag, wurde in der Fachliteratur gelegentlich eine zeitliche Verbindung zu den in der Nähe gefundenen Moorleichen von Husbäke diskutiert, die in einer ähnlich tief gelegenen Moorschicht lagen und in das 1. bis 3. Jahrhundert datieren, was jedoch als reines Denkmodell anzusehen ist.

## Deutung
Die unsachgemäße Bergung der Leiche ohne wissenschaftliche Untersuchung sowie das Fehlen des Fundes selbst machen eine zuverlässige Deutung des Fundes nahezu unmöglich. Aufgrund der Berichte scheint nur die Vorderseite des Toten schnell in das Moor eingebettet worden zu sein. Vermutlich lag er mit dem Rücken zunächst noch einige Zeit an der Luft, wodurch die Körperrückseite schneller zersetzt wurde. Ob der Mann gewaltsam zu Tode kam und hier flüchtig abgelegt wurde, oder ob er an dieser Stelle verunglückte lässt sich aufgrund der spärlich überlieferten Informationen nicht klären.